# 釘宮宗大
釘宮 宗大（くぎみや むねひろ、1984年 - ）は、日本の元体操競技選手で体操競技指導者。
2024年時点では帝京大学医療技術学部スポーツ医療学科助教。

## 来歴
岩手県出身。中学生時代に体操競技を始め、岩手県立盛岡北高等学校では2002年の全国高等学校総合体育大会体操競技・新体操大会（インターハイ）にも出場した（男子団体および個人総合）。
順天堂大学に進学し、卒業後は同大大学院に進んで修了した。しかし、大学院生時に負傷したため、体操選手としては引退した。指導者に転身し、日本体操協会からの勧めで海外で活動することになる。
2012年から2013年まで、体操スリランカ代表のコーチを務める。
2013年、体操のフィリピン代表合宿に日本体操協会から派遣されていた際にカルロス・ユーロの才能を見出し、日本への体操留学を実現させた。2016年からは来日したユーロを高校から7年間に渡って指導した（2023年10月に退任）。ユーロは2024年パリオリンピックの体操競技でゆかと跳馬の金メダルを獲得した。ユーロは「釘宮さんに日本の体操を教えてもらったし、本当にありがたい」と述べている。
2019年、カルロス・ユーロの2019年世界体操競技選手権での金メダル獲得により、日本体操協会より優秀指導者特別賞を受賞した。
2020年、日本スポーツ協会より公認スポーツ指導者等表彰を受けた。
2022年には徳洲会体操クラブのコーチを務めた。
2023年 - 2024年度において、日本体操協会の体操競技男子1種公認審判員カテゴリー2を保持する。